# Ilona Tokody
Ilona Tokody (* 27. dubna 1953 Segedín) je maďarská operní pěvkyně – sopranistka.

## Diskografie
- 1989 Pietro Mascagni: Iris Zpívají: Ilona Tokody, Plácido Domingo, Juan Pons, Heinrich Weber a další. Sbor Bavorského rozhlasu a Mnichovský rozhlasový orchestr, dirigent: Giuseppe Patané. Vydavatelství CBS Records, vydáno 14. července 1989.[1]

## Ocenění díla
- 1980 Cena Ference Lista
- 1985 Kossuthova cena
- 2013 A Magyar Állami Operaház Mesterművésze